# Tiocijanska kiselina
Tiocijanska kiselna je hemijsko jedinjenje sa formulom HSCN, koje postoji kao smeša sa izomernim jedinjenjem izotiocijanskom kiselinom (HNCS). Ona je sumporni analog cijanske kiseline (HOCN).
Ona je umereno slaba kiselina, sa pKa od 1,1 na 20°C i ekstrapolisanom jonskom jačinom od nula.
Smatra se da HSCN ima trostruku vezu između ugljenika i azota. Ona je primećena spektroskopskim putem ali nije bila izolovana kao čista supstanca.